# Лутовинова (деревня)
Лутовинова — деревня в Болховском районе Орловской области. Входит в состав Однолуцкого сельского поселения. Население — 23 чел. (2010).

## География
Деревня находится в северной части Орловской области, в лесостепной зоне, в пределах центральной части Среднерусской возвышенности.
Уличная сеть представлена одним объектом: Луговая улица.
Географическое положение: в 5 километрах от районного центра — города Болхов, в 51 километре от областного центра — города Орёл и в 278 километрах от столицы — Москвы.
Часовой пояс
Деревня Лутовинова, как и вся Орловская область, находится в часовой зоне МСК (московское время). Смещение применяемого времени относительно UTC составляет +3:00.

## Население
| 2010 |
| ---- |
| 23   |

## Инфраструктура
Нет данных